# Tityus festae
Tityus festae is een schorpioenensoort uit de familie Buthidae die voorkomt in Zuid-Amerika. Tityus festae is 9 tot 10 cm groot.
Het verspreidingsgebied van Tityus festae omvat oostelijk Panama en Colombia.